# La Légende de la lanterne rouge

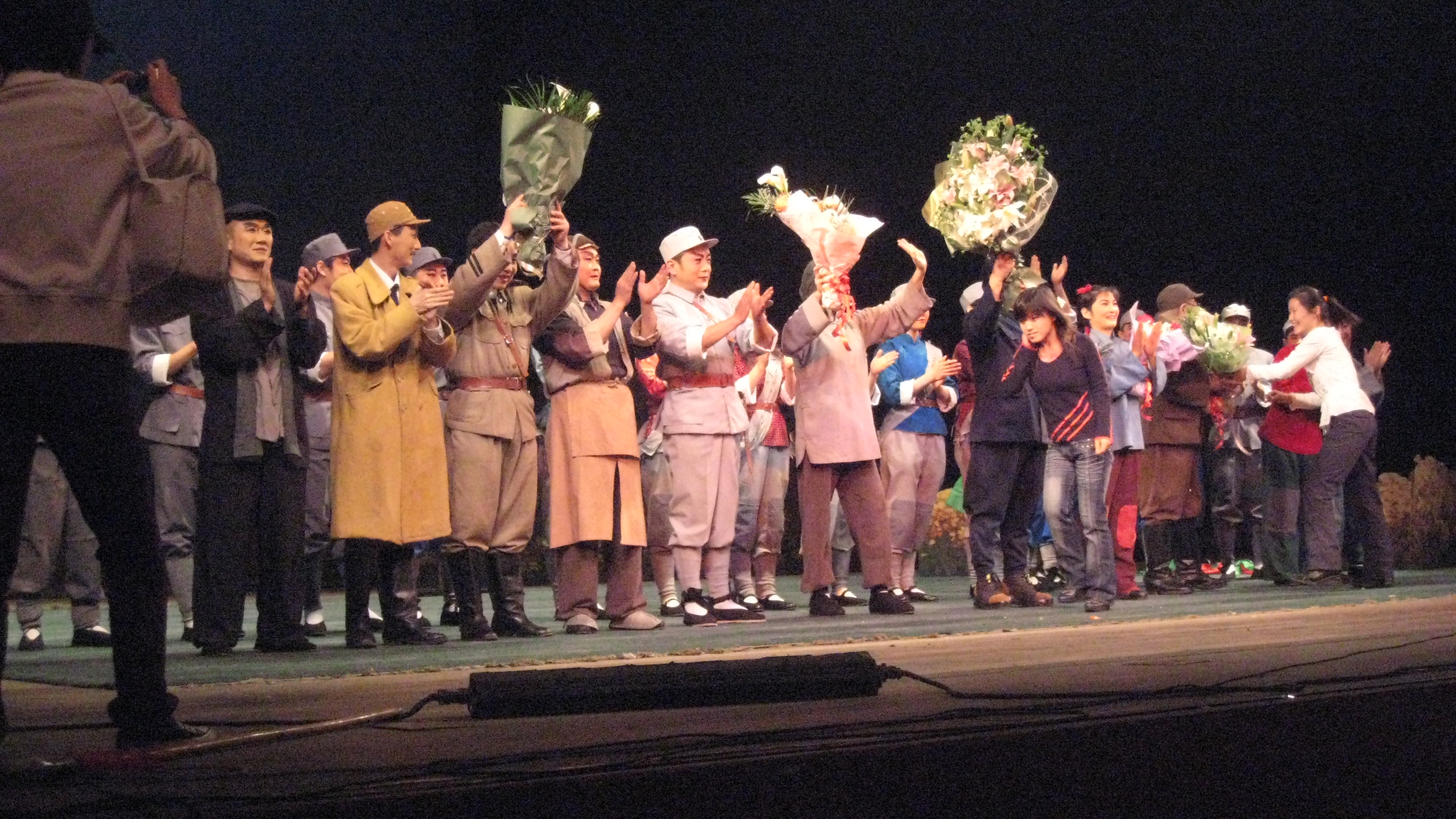
Présentation de la légende de la lanterne rouge

La Légende de la lanterne rouge (chinois simplifié : 红灯记 ; pinyin : hóng dēng jì) est une des huit pièces modèles, les seuls opéras et ballets autorisés durant la Révolution culturelle en Chine. La version officielle est dans le style de l'opéra de Pékin. Elle a également été adaptée en cantate pour voix et piano par le compositeur Yin Chengzong (en).
Selon le professeur Lu Xing,  du département de Communications de l'Université DePaul, tous les opéras modèles sont imprégnés de haine, en particulier envers les « classes ennemies », qui sont présentées comme cruelles, oppressives et maléfiques.
La pièce s'appuie sur un film intitulé Il y aura des adeptes (自有后来人) réalisé en 1963, lui-même inspiré d'un roman intitulé Il y aura des adeptes à la Révolution (革命自有后来人) par Qian Daoyuan (钱道源) publié la première fois en 1958. Le roman est, quant à lui, basé sur une histoire véridique d'agents secrets communistes qui travaillaient à la gare de chemin de fer de Huicui (辉崔) à Hulin et qui combattaient les envahisseurs japonais durant la seconde guerre sino-japonaise.

## Résumé
La pièce se concentre sur les exploits d’agents  secrets communistes durant l'occupation japonaise en 1939, bien que le scénario la  situe dans les années 1920.
Lorsque Li Yuhe, un cheminot qui est engagé dans des activités clandestines, est enlevé par des agents spéciaux et que la grand-mère Li pressent qu'elle va être arrêtée, elle apprend à Li Tiemei, sa petite-fille, la vérité sur sa famille et lui raconte comment ses parents à elle ont sacrifié leur propre vie pour la cause révolutionnaire. Li Yuhe n'a fait que reprendre le flambeau familial du martyr. Après avoir appris l'histoire héroïque de sa famille, Li Tiemei est déterminée à suivre l'exemple de son père et à rejoindre la Révolution.
Comme le note Lu Xing dans sa pertinente analyse,  les trois jeunes femmes de la pièce expriment une colère et une haine sans nuance pour leurs ennemis. Ces sentiments s'expriment par une détermination pugnace à rejoindre les forces révolutionnaires, tandis que les émotions vont crescendo à travers des  musiques et des chants  de plus en plus combatifs.